# 格洛丽亚·斯泰纳姆
格洛丽亚·玛丽·斯泰纳姆（英語：Gloria Marie Steinem， 1934年3月25日—）是一位美国女权主义者，记者以及社会和政治活动家，是20世纪60年代后期和70年代妇女解放运动的代表人物。她是一位著名的作家和政治人物，已经建立了许多组织和项目，并已获得许多奖项和荣誉。她是《纽约》杂志的专栏作家并且创办了《Ms.》。1969年，她曾经发表过一篇文章"After Black Power, Women's Liberation"，表达早期对堕胎权利的支持，随之她一跃成名全国女权主义者的领袖。
2005年，斯泰纳姆与珍·芳達和罗宾·摩根共同成立了妇女媒体中心，这个组织致力于通过媒体倡导，领导能力培训来扩大妇女在媒体上的声音。斯泰纳姆任组织的董事。她同时继续自己在政治和媒体事务上担任评论员，作家，讲师，竞选候选人，并改革和出版书籍和文章。

## 作品
- The Thousand Indias （1957年）
- The Beach Book (1963)
- Outrageous Acts and Everyday Rebellions （1983年）
- Marilyn: Norma Jean （1988年）
- Revolution from Within （1992年）
- Moving beyond Words （1993年）
- Doing Sixty & Seventy （2006年）

## 自傳
- My Life on the Road

## 人物传记
- The Education of A Woman: The Life and Times of Gloria Steinem（1995年）
- Gloria Steinem: Her Passions, Politics, and Mystique（1997年）

## 纪录片
- 《Gloria: In Her Own Words》：2011年在HBO首次播出的纪录片。[3]
- 《The Glorias（英语：The Glorias）》：2020年, 茱莉安·摩爾 飾演 格洛麗亞·斯泰納姆